# Brønshøj

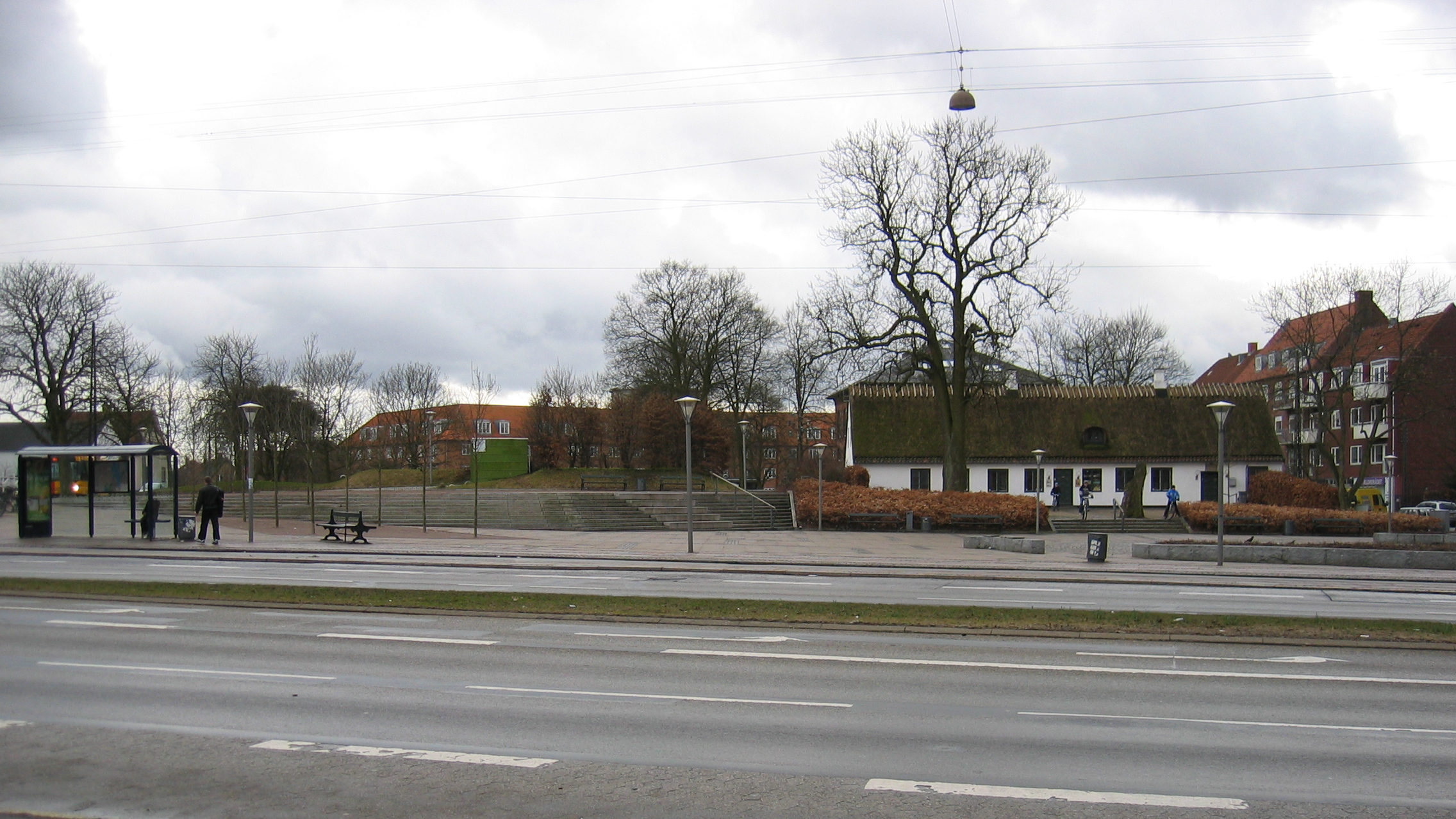
Plaça Brønshøj amb la Rytterskolen a la dreta a la imatge.

Brønshøj forma part del districte Brønshøj-Husum de Copenhaguen, ciutat a la qual es va incorporar l'any 1901.
Avui, Brønshøj consta principalment de zones residencials al voltant de la plaça de Brønshøj, l'església de Brønshøj i la Rytterskolen, escola per a nens del poble que data del 1723; i Tingbjerg. Al districte hi viuen més de 40.000 persones (2007).

## Història
El document més antic on es troba el nom de Brønshøj ("Brunshoga") prové d'una carta papal datada el 21 d'octubre de 1186. La carta del papa Urbà II confirma la propietat de l'arquebisbe Absalon sobre el poble. L'església es va construir aproximadament a la mateixa època.
Durant el setge de Copenhaguen (1658-1660), el poble i les seves terres es van transformar en un enorme campament militar fortificat, anomenat Carlstad a partir del nom del rei suec Carles X Gustau de Suècia, instigador de la campanya. A la zona encara es poden trobar restes de la fortificació, que acollia en el seu moment tantes persones com el mateix Copenhaguen. El museu Brønshøj ofereix una exposició sobre Carlstad.
A finals del segle XIX i principis del segle xx, els que eren assentaments rurals es van convertir en suburbis d'un Copenhaguen en ràpid creixement. El 1901, Brønshøj, juntament amb diversos pobles veïns, es va incorporar al municipi de Copenhaguen.
En l'actualitat, Brønshøj conté exemples destacats de diferents tipus de construccions daneses. Un cas el trobem en la cooperativa Enigheden, fundada el 1899 com a habitatge per als treballadors de la lleteria del mateix nom. A la dècada de 1950, els primers edificis de gran alçada a Dinamarca es van construir a Bellahøj.